# 克劳迪娅·格林
克劳迪娅·格林（英語：Claudia Green，1997年12月6日—），生于尼尔逊，新西兰女子板球运动员。她曾代表新西兰国家队参加2022年英联邦运动会板球比赛，获得一枚铜牌。